# 马绍 (元朝)
马绍（1239年—1300年），元朝大臣，表字子卿，济宁路金乡县（今山东省金乡县）人，元成宗时中书左丞。
开始被推荐授为左右司都事，出知单州（今山东省单县）。官至刑部尚书。至元二十年（1283年），受命参议中书省事。至元二十四年（1287年），擢升为尚书参知政事。升任为左丞。桑哥执政，增加赋税敛财，马绍多次劝阻。桑哥败死，马绍改任中书左丞。元成宗元贞元年（1295年），担任江浙行省右丞。大德三年（1299年），改任河南行省右丞，次年去世。

## 延伸阅读
[在维基数据编辑]
 《元史/卷173》，出自宋濂《元史》
 《新元史/卷188》，出自柯劭忞《新元史》